# Hans Hörmann (Psychologe)
Hans Hörmann (* 23. Oktober 1924 in Ulm; † 28. Mai 1983 in Bochum) war ein deutscher Psychologe. Er studierte in Tübingen und Göttingen und lehrte in Göttingen und 1960 bis 1969 an der Freien Universität Berlin. In der Zeit der Studentenunruhen nahm er 1969 einen Ruf nach Bochum an die Ruhr-Universität an. Sein Hauptinteressengebiet war die Sprachpsychologie bzw. Psycholinguistik.

## Veröffentlichungen (Auswahl)
- Psychologie der Sprache. Springer, Berlin/Heidelberg/New York 1970; 2., überarbeitete Auflage (Sprache) ebenda 1977, ISBN 3-540-08174-7. doi:10.1007/978-3-662-02286-3
- Meinen und Verstehen. Grundzüge einer psychologischen Semantik. Suhrkamp, Frankfurt am Main 1976, ISBN 3-518-07450-4.
- Einführung in die Psycholinguistik. Wissenschaftliche Buchgesellschaft, Darmstadt 1981.
- Was tun die Wörter miteinander im Satz? oder: Wieviele sind einige, mehrere und ein paar? Verlag für Psychologie Hogrefe, Göttingen 1983.